# داستان‌های جزیره (دختردایی گمشده)
داستان‌های جزیره (دختردایی گمشده) فیلمی به کارگردانی داریوش مهرجویی و نویسندگی وحیده محمدی‌فر و داریوش مهرجویی ساختهٔ سال ۱۳۷۷ است.

## خلاصه داستان
گروهی از سینماگران به جزیره‌ی کیش رفته‌اند تا فیلمی بسازند بر اساس یک ترانه‌ی عامیانه‌ی جنوبی. داستان فیلم به این قرار است: «دختر دایی به دریا می‌رود و گم می‌شود، اما مدتی بعد، پروازکنان با دو بال سفید در میان ابرها برمی گردد...» 
با آغاز فیلمبرداری، شرایط از نوع معمول خود خارج می‌شود. کارگردان مدام به بازیگر فیلم تأکید می‌کند که «نذار گرفتگیِ غروب تو چشمات بیفته.»، تصویری چندبعدی از دختردایی بر آسمان ظاهر می‌شود، دیوها و موجوداتی جادویی در صحنه حضور دارند، بازیگر مرد فیلم دوربینی از دوربین‌فروشی بومی می‌خرد که زیر آب فیلمبرداری می‌کند و در هنگام فیلمبرداری صحنه‌ای، با قرار گرفتن در برابر نور غروب به کما می‌رود و می‌میرد. بازیگر مرد در اغمای خود با دختردایی بر آسمان کیش پرواز می‌کند و پس از بازگشت، شب‌هنگام به هوش می‌آید.

## بازیگران
- خسرو شکیبایی در نقش کارگردان
- علی مصفا در نقش بازیگر مرد
- نگار فروزنده در نقش دختردایی/بازیگر زن
- محمدرضا شریفی‌نیا در نقش دستیار اول کارگردان
- سیدامیر سیدی در نقش دستیار دوم کارگردان
- حمیدرضا صالحی در نقش فروشنده‌ی دوربین
- بهزاد دورانی در نقش دستیار فیلمبردار
- ایرج خدری در نقش دیو/بَپِ دریا
- فرهاد بهشتی در نقش دستیار فنی
- محمد مژدهی در نقش خواننده
- محسن شاه ابراهیمی در نقش طراح صحنه
- شهرام فرشید در نقش نوازنده‌ی کیبورد
- محمود کلاری در نقش فیلمبردار
- آراماییس وارطان یوسفیانس در نقش یکی از عوامل فیلم

## سایر اپیزودها
- داستان‌های جزیره (فیلم)
- داستان‌های جزیره (باران و بومی)
- داستان‌های جزیره (تست دموکراسی)